# Trappist-1d
Trappist-1d (eller 2MASS J23062928-0502285 d) är en exoplanet som är belägen omkring 40 ljusår ifrån jorden, i stjärnbilden Vattumannen. Den har en massa motsvarande 0,41 gånger av jordens och en radie motsvarande 0,784 av jordens. Planeten kretsar runt Trappist-1 på inre kanten av den beboeliga zonen runt stjärnan, på 4,04 dygn. Även om den är i beboeliga zonen, och har en ESI på 0,91 så visar studier på University of Washington att planeten har en Venus-lik atmosfär och är därför obeboelig.
Planeten antas ha en bunden rotation, vilket betyder att ena sidan alltid visas mot sin stjärna, medan den andra sidan alltid vänds bort från sin stjärna, så att en sida har permanent dag medan den andra har permanent natt. 